# Війська радіоелектронної боротьби

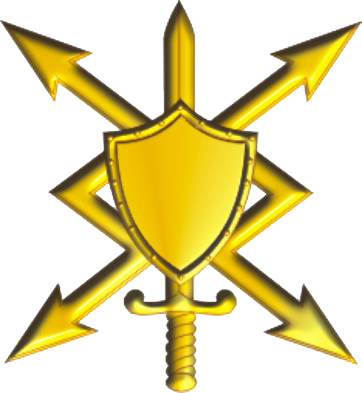
Емблема військ радіоелектронної боротьби. Збройні сили України

Позначка військ радіоелектронної боротьби НАТО

Війська́ радіоелектро́нної боротьби́ (також Війська РЕБ) — спеціальні війська у галузі радіоелектронної боротьби, призначені для забезпечення заходів із завоювання панування в етері, захисту своїх стратегічних систем управління військами і зброєю від навмисних перешкод противника, а також порушення роботи стратегічних систем управління військами противника, зниження ефективності застосування його бойових засобів шляхом поширення радіоелектронних перешкод.

## Зміст
Основу сучасних військ РЕБ становлять наземні, авіаційні частини та підрозділи РЕБ, що входять до складу з'єднань видів Збройних сил, родів військ. Засоби РЕБ об'єднуються в систему озброєння РЕБ, сукупність техніки РЕБ частин і підрозділів радіоелектронної боротьби, а також бортових засобів РЕБ, призначених для індивідуального захисту озброєння і військової техніки (ракетних комплексів, бойових літаків, вертольотів, кораблів, броньованих машин тощо) від впливу засобів розвідки та високоточної зброї супротивника.
В сучасних війнах і військових конфліктах роль військ радіоелектронної боротьби продовжує неухильно зростати. Розробка і прийняття на озброєння багатьох держав найсучаснішої високоточної і високотехнологічної зброї призводить до появи нових об'єктів РЕ впливу. Застосування протирадіолокаційних ракет значно знижує живучість сучасних радіоелектронних засобів (РЛС, комплексів ППО), побудованих на базі активних засобів радіолокації. Широке застосування супутникових систем розвідки та навігації викликає необхідність їх нейтралізації, в тому числі шляхом РЕ придушування.